# Debbie Ngarewa-Packer
Debbie Anne Ngarewa-Packer est une femme politique néo-zélandaise, une dirigeante iwi et une militante. Elle est députée et codirigeante de Te Pāti Māori aux côtés de Rawiri Waititi (en), et est la directrice générale du Ngāti Ruanui (en) iwi,,,.
Ngarewa-Packer représente Te Pāti Māori lors des élections de 2020 au siège de Te Tai Hauāuru (en). Ngarewa-Packer perd face au travailliste Adrian Rurawhe, mais entre au Parlement en tant que députée de liste. En 2023, elle remporte le siège de Te Tai Hauāuru face à la travailliste Soraya Peke-Mason (en).

## Jeunesse
Ngarewa-Packer grandit à Patea et fréquente le lycée pour filles de New Plymouth.

## Gouvernement local
Ngarewa-Packer est un ancien maire adjoint de South Taranaki,. Elle est élue au conseil du district de South Taranaki lors des élections locales de 2007, représentant le quartier de Pātea. Elle se présente également au poste de maire, qui est remporté par Ross Dunlop (en) ; après les élections, Dunlop la choisit comme maire adjointe,,. Elle occupe ce poste jusqu'en 2010, date à laquelle elle ne sollicite pas sa réélection.

## Ngāti Ruanui et activisme local
Ngarewa-Packer est directrice générale de l'iwi Ngāti Ruanui. Elle est également kaiarataki de Te Rūnanga o Ngāti Ruanui, une organisation qui gère des centres de santé à Hāwera et Patea,. Elle milite depuis de nombreuses années pour la santé et l’environnement des Maoris au niveau local. En 2004, elle rallie plus de 250 habitants de Taranaki pour rejoindre le hīkoi de l'estran et des fonds marins en route vers Wellington.
Ngarewa-Packer fait campagne contre l'exploitation minière des fonds marins au large de la côte de Taranaki. L'Autorité de protection de l'environnement accorde un consentement de rejet en mer à la société minière Trans-Tasman Resources (en) (TTR) en 2017, mais une décision ultérieure de la Haute Cour annule ce consentement. En avril 2020, la Cour d'appel estime que la décision de l'EPA de 2017 n'est pas conforme à la loi visant à protéger l'environnement contre les substances nocives,. TTR fait appel devant la Cour suprême, à laquelle Ngarewa-Packer déclare : « Nous sommes contrariés de devoir peut-être aller au tribunal une quatrième fois, car pour l'instant nos efforts sont concentrés sur la protection de notre communauté contre le Covid-19. Mais nous ne sommes pas découragés dans notre détermination et nous nous opposerons à la demande de TTR pour un autre appel. ». La décision finale de la Cour suprême soutient les tribunaux précédents en annulant les consentements,.
En 2011, elle rejoint un groupe indépendant de 10 membres mis en place par le gouvernement pour identifier les moyens d'augmenter le taux de rendement des actifs appartenant aux Maoris et d'accroître la contribution des Maoris à l'économie néo-zélandaise.
En ce qui concerne la réponse au Covid-19, The Spinoff (en) décrit Ngarewa-Packer en 2020 comme « une voix clé dans la réponse iwi au Covid-19, non seulement dans l'analyse et l'atténuation des risques dans sa propre région, mais aussi dans le maintien de la pression exercée sur le gouvernement local et central pour inclure les Maoris dans leur évaluation des risques. ».

## Carrière parlementaire

### Tentative de 2017
Debbie Ngarewa-Packer « lève la main » pour être la candidate du Parti maori pour la circonscription de Te Tai Hauāuru (en) pour les élections de 2017, affirmant qu'elle a été approchée par la co-dirigeante du parti, Tariana Turia (en), et qu'elle a « soutenu le Parti maori depuis le premier jour ». Cependant, le candidat du parti pour cette circonscription est finalement Howie Tamati (en).

### Élections de 2020
Ngarewa-Packer est choisie en octobre 2019 pour être la candidate du Parti maori pour la circonscription de Te Tai Hauāuru (en) pour les élections de 2020 — la première candidate électorale annoncée par le parti pour cette élection — et en avril 2020, elle est élue sans opposition pour être co-dirigeante du Parti maori, avec John Tamihere (en),,. Ngarewa-Packer et Tamihere sont les premiers dirigeants de parti élus depuis que le Parti maori a perdu ses sièges au parlement lors des élections de 2017, après lesquelles ses dirigeants précédents ont démissionné. Ngarewa-Packer est en tête de la liste du parti pour les élections.
Ngarewa-Packer est généralement considérée comme la meilleure chance du Parti maori de revenir au Parlement ; les sondages montraient que le parti est en dessous du seuil de 5 % des voix, il lui faudrait donc gagner au moins un siège électoral pour entrer. Un sondage publié fin septembre 2020 montre que le candidat travailliste pour Te Tai Hauāuru, Adrian Rurawhe, bénéficie d'un plus grand soutien que Ngarewa-Packer, bien qu'un grand nombre d'électeurs indécis aient participé au sondage. En réponse au sondage, Ngarewa-Packer déclare qu’elle est encouragée par le nombre d’électeurs indécis et qualifie l’électorat de « gagnable »,. Au cours de la campagne, elle déclare qu'il est nécessaire que les Maoris adoptent des approches pour résoudre les problèmes auxquels ils sont confrontés, tels que la dégradation de la santé et du logement, et que le Parti maori demanderait des comptes au gouvernement.
Lors des élections de 2020, Ngarewa-Packer est élue députée. Elle arrive deuxième dans l'électorat de Te Tai Hauāuru, recevant 11 107 voix contre 12 160 pour Rurawhe, mais son compatriote co-leader de Te Pāti Māori , Rawiri Waititi, renverse le député travailliste Tāmati Coffey dans l'électorat de Waiariki. La victoire électorale de Waititi signifie que le Parti maori a le droit d'entrer au Parlement et d'y faire venir des députés supplémentaires si le vote de son parti est suffisamment élevé. Le décompte initial suggère que le parti a remporté 1,0 % des voix — juste assez pour un siège — mais le décompte final montre que le parti a reçu 1,2 % et a droit à un deuxième siège,. Étant donné que la constitution du parti maori stipule que les co-dirigeants doivent d'abord être choisis parmi son groupe parlementaire, Waititi remplace Tamihere comme co-dirigeant de Ngarewa-Packer.

### Premier terme, 2020–2023

#### Actions au Parlement
Après les élections de 2020, Ngarewa-Packer devient la whip parlementaire du Parti maori, ou Mataura. Le 26 novembre 2020, Ngarewa-Packer et Waititi quittent le Parlement après que le président de la Chambre, Trevor Mallard (en), eut refusé la motion de Waititi visant à autoriser le Parti maori à parler pendant 15 minutes, car les députés des petits partis n'étaient pas censés prononcer leur premier discours avant la semaine suivante. Ngarewa-Packer critique la décision de Mallard comme étant « un autre exemple de la voix des Maoris réduite au silence et ignorée ». Écrivant en décembre 2020, le journaliste Marc Daalder déclare : « Waititi et Ngarewa-Packer ont déjà acquis une réputation pour — selon qui vous demandez — provoquer des troubles, semer le trouble ou défendre leurs droits. ».
Dans une interview de 2021, Ngarewa-Packer déclare que ses objectifs comprennent l'aide aux familles à accéder à un logement sûr, ainsi que l'obtention de meilleurs revenus et de meilleurs résultats en matière de santé.
Le 10 mai 2023, le président de la Chambre des représentants Adrian Rurawhe ordonne à Ngarewara-Packer et Waititi de quitter les travaux de la Chambre des représentants après avoir accueilli l'ancienne députée travailliste Meka Whaitiri (en) avec un haka sans demander l'autorisation du président ou des autres partis parlementaires,.

#### Exploitation minière des fonds marins
Début 2021, Ngarewa-Packer présente un projet de loi qui interdirait l'exploitation minière des fonds marins dans les eaux néo-zélandaises. Cela fait suite à ses huit années de travail avec son iwi pour faire campagne contre l'exploitation minière des fonds marins près de Patea. Le Parti vert soutient le projet de loi. Pour être présenté au Parlement, le projet de loi doit être approuvé par 61 députés non ministres ou tirés au sort,,,.
Le 10 mai 2023, le projet de loi modifiant la législation sur l'interdiction de l'exploitation minière des fonds marins de Ngarewa-Packer est rejeté en première lecture par 106 voix contre 13. Alors que les partis travailliste, national et ACT votent contre le projet de loi, son projet est soutenu par les partis maori et vert, ainsi que par les députés indépendants Elizabeth Kerekere et Meka Whaitiri (en). Au cours du débat, Ngarewa-Packer affirme que l'opinion publique est en faveur d'une interdiction complète de l'exploitation minière des fonds marins dans les eaux néo-zélandaises, citant 13 000 soumissions favorables, une pétition de 40 000 signataires et l'opposition des iwi et des hapū maoris, ainsi que de Greenpeace Aotearoa Nouvelle-Zélande. Elle critique également le manque de soutien du gouvernement travailliste à une interdiction totale de l'exploitation minière des fonds marins en Nouvelle-Zélande.

#### Te ao Māori
Ngarewa-Packer demande que les noms de lieux de Taranaki soient rétablis à leurs noms te reo maori d'origine, et le parti maori présente une pétition au parlement appelant à ce que le nom officiel de la Nouvelle-Zélande soit Aotearoa. Elle déclare que « notre reo (langue) est la porte d'entrée pour mettre fin au racisme ».

#### COVID-19
Ngarewa-Packer appelle le gouvernement à « se retirer » et à laisser plutôt les Maoris remédier aux taux de vaccination contre le Covid-19 en retard. Elle et une équipe de bénévoles lancent un programme mobile visant à augmenter les taux de vaccination contre le Covid dans le sud du Taranaki pour des sessions « yaks et vaccin ». Il s’agit de services porte-à-porte, supervisés par une infirmière autorisée fournie par le conseil de santé du district de Taranaki. Ngarewa-Packer est formée à la vaccination. Cette initiative est lancée à la suite d'un faible taux de vaccination chez les Maoris de Taranaki. Les taux de vaccination augmentent ensuite pour cette population, ce que Ngarewa-Packer attribue au travail mené par les Maoris, en déclarant : « Nous avons emprunté le camping-car du Parti maori et nous avons parcouru les rues à notre façon… Il y a beaucoup de peur. Ils ne sont pas antivaccins, ils ont juste peur. Et nous devons respecter cela. » Lors d'un événement, Niel Packer, le mari de Debbie Ngarewa-Packer, est frappé au visage par un homme en colère contre le programme de vaccination,,,.
En août 2021, elle appelle à de « graves conséquences » pour ceux qui ne respectent pas le confinement, affirmant que la Nouvelle-Zélande « n'a pas la capacité sanitaire de faire face au variant Delta ».
Ngarewa-Packer condamne un plan visant à assouplir progressivement les restrictions de confinement à Auckland, annoncé en octobre 2021. Elle note à l'époque que seulement 56 % des Maoris éligibles ont reçu un vaccin contre le Covid, contre 79 % de toutes les personnes éligibles en Nouvelle-Zélande, et déclare que le plan montre que « les Maoris étaient toujours remplaçables » et que « ce n'était jamais une stratégie [de vaccination] conçue pour inclure le tangata whenua ».

#### Antiracisme
En 2021, Ngarewa-Packer critique la campagne Demand The Debate du Parti national, affirmant qu'elle alimente le racisme. « Ils savaient exactement ce qu'ils faisaient lorsqu'ils ont lancé cette dernière campagne », déclare-t-elle. « Je peux vous dire le jour, l'heure, la minute où ils sont passés de 18 menaces par semaine à 30 à 40 par nuit. C'est après que le Parti national a commencé à critiquer l'autorité sanitaire maorie, puis le rapport He Puapua ». Elle relève des cas de harcèlement et de menaces de mort de la part d’activistes d’extrême-droite envers des femmes maories, qui se sont multipliés, et appelle à la création d’un groupe de travail conjoint pour enquêter sur les discours de haine anti-maoris,.

### Deuxième terme, 2023–présent
Aux élections générales de 2023, Ngarewa-Packer se présente de nouveau à Te Tai Hauāuru. Elle reçoit 16 358 voix, battant la candidate travailliste Soraya Peke-Mason (en) par 9 162 voix. Dans l’ensemble, Te Pāti Māori obtient six des sept électorats maoris lors des élections de 2023.
À la mi-décembre 2023, Ngarewa-Packer conserve son poste de coleader du Te Pāti Māori et rejoint la commission spéciale de la santé du Parlement. Elle assume également les portefeuilles du parti en matière de santé, de changement climatique, d'environnement, d'énergie et de ressources, de Takatāpui, d'économie numérique, d'Accident Compensation Corporation (en), d'immigration, de Pacific Peoples, de droits de l'homme et de technologie.

#### Israël-Palestine
Pendant la guerre entre Israël et le Hamas de 2023, Ngarewa Packer a défendu la déclaration controversée de la députée du Parti vert Chlöe Swarbrick « Du fleuve à la mer » et exhorte le gouvernement travailliste intérimaire à appeler à la « fin des crimes de guerre ». Te Pāti Māori préconise également l'expulsion de l'ambassadeur israélien Ran Yaakoby si Israël n'appliquait pas un cessez-le-feu ou n'ouvrait pas un couloir humanitaire à Gaza.

#### Politique sur le tabac
Dans l'opposition, Ngarewa-Packer est en désaccord avec l'abrogation par le gouvernement de coalition dirigé par le Parti national de la loi modifiant la loi de 2022 sur les environnements sans fumée et les produits réglementés. Après que le juge Peter Boshier (en), médiateur en chef, a réprimandé le ministre associé de la Santé Casey Costello (en) pour avoir retenu les demandes officielles de la loi sur l'information concernant les documents relatifs aux politiques du gouvernement en matière de tabac, elle demande une enquête complète sur les mesures de réforme du tabac du gouvernement, alléguant que Costello a retenu des informations lors de l'adoption d'urgence de la loi abrogeant la loi sur le tabac.

## Vie personnelle
Ngarewa-Packer est affiliée aux iwi Ngāti Ranginui (en), Ngāruahine (en) et Ngā Rauru (en). Elle est une descendante de Tutange Waionui de Ngāti Ruanui (en), qui a combattu aux côtés de Tītokowaru pendant les guerres de Nouvelle-Zélande et a revendiqué le mérite d'avoir tué le mercenaire prussien Gustavus von Tempsky (en). Elle a également des ancêtres irlandais par sa mère.
Ngarewa-Packer est nommée pour le titre de personnalité de l'année 2018 du Taranaki Daily News (en),